# マグダレーナ・フォン・エスターライヒ
マグダレーナ・フォン・エスターライヒ（Erzherzogin Magdalena von Österreich, 1532年8月14日 - 1590年9月10日）は、神聖ローマ皇帝フェルディナント1世の娘で、ハル女子修道院（Haller Damenstift）の創立者、初代修道院長。カトリック教会の尊者に列せられている。

## 生涯
フェルディナント1世皇帝とその妻でハンガリー王・ボヘミア王ウラースロー2世の娘アンナの間の第6子、四女として生まれた。マグダレーナは4歳年下の妹マルガレーテとともに父皇帝に対し、結婚せずに修道女として神に奉仕したいと願い出て、皇帝にしぶしぶ承諾させた。これに対し、12歳年下の妹ヘレーナは病弱なことを理由に父皇帝によって結婚せず修道女として生きるように命じられている。未婚の3人の姉妹は在俗修道団体（Stift）で修道生活を送り、完全に俗世と切り離される正式な修道院（Kloster）には入らなかった。
1564年に父皇帝が亡くなると、マグダレーナは純潔の修道誓願をし、以後は喪服しか身に付けなかった。そして王立修道院を創設すべく貴族・市民の身分を問わず信心深い女性を呼び寄せ、1567年にハル・イン・チロルにイエズス会の監督の下で活動する女性の宗教団体を創設した。1590年に病に倒れ、神の名を呼びながら死去した。ハルの宗教団体は1610年にイエズス会教会となり、1706年に参事会教会（Damenstiftskirche）となった。